# HMS Royal Sovereign (1857)
HMS Royal Sovereign – brytyjski pancernik obrony wybrzeża z okresu XIX wieku. Początkowo planowany jako trójpokładowy żaglowy okręt liniowy, w czasie budowy został wyposażony w napęd parowy i śrubę napędową, a po kolejnej przebudowie wszedł do służby w 1864 jako pierwszy wieżowy okręt pancerny w Royal Navy. 

## Historia
W 1844 brytyjska Admiralicja zamówiła w stoczni Pembroke cztery trójpokładowe okręty liniowe typu Queen. Po wprowadzeniu zmian w projekcie okręty zostały ponownie zamówione 29 sierpnia 1848. Stępkę pod budowę czwartego okrętu serii HMS "Royal Sovereign" położono 17 grudnia 1849. W 1854 podjęto decyzję o zamontowaniu na okręcie silnika parowego i śruby napędowej. Napęd parowo-żaglowy wymagał znacznych zmian konstrukcyjnych. Kadłub przedłużono o 9 metrów, aby zrobić miejsce na maszynę parową. Wodowanie częściowo wyposażonego okrętu nastąpiło 25 kwietnia 1857. 
W 1862 podjęto decyzję o przebudowie nieukończonego okrętu na eksperymentalny pancernik wieżowy, w celu przetestowania wyposażenia okrętów w wieże artyleryjskie. Przebudowę zakończono w sierpniu 1864. Podczas przebudowy usunięto dwa górne pokłady działowe i wzmocniono drewniany kadłub, aby wytrzymał ciężar wież działowych i odrzut generowany podczas strzału. Dodatkowo kadłub i burty opancerzono pancerzem wykonanym z płyt żelaznych grubości 114-140 mm, sięgającym od pokładu górnego na 90 cm poniżej linii wodnej, na pełnej długości (drewniane - dębowe burty miały grubość 91 cm). Wieże miały opancerzenie 140 mm, podobnie stanowisko dowodzenia za wieżą dziobową. Pokład górny otrzymał pancerz 25 mm. 
Uzbrojenie okrętu składało się z pięciu odprzodowych gładkolufowych dział kaliber 267 mm umieszczonych w czterech wieżach, w osi podłużnj okrętu, z tego pierwsza dwudziałowa. W 1867 na okręcie zainstalowano nowe gwintowane armaty kaliber 229 mm.

## Służba
17 lipca 1867, wraz z innymi opancerzonymi jednostkami "Royal Sovereign" wziął udział w uroczystej rewii morskiej w Spithead. Z powodu gwałtownego postępu technicznego w dziedzinie budownictwa okrętowego znaczenie "Royal Sovereign" znacznie zmalało. Okręt przeznaczono do wykonywania zadań pomocniczych, wykorzystując go m.in. jako okręt-cel. W maju 1885 okręt sprzedano na złom i rozebrano.